# Morcón
Le morcón est une saucisse de porc très similaire au chorizo. Il est fabriqué de manière identique. La différence est que le chorizo est mis dans l'intestin grêle du porc, tandis que le morcón utilise le gros intestin. Il est généralement typique de l'abattage des porcs dans les régions d'Andalousie, d'Estrémadure et de Salamanque. Cependant, en Murcie, en Albacete et dans certains districts de la communauté valencienne, le morcón est une saucisse à base de porc cuit, fourrée dans une vessie, semblable à la mortadelle. Dans la vallée d'Ayora, il existe une variante connue sous le nom de perro. En vieux castillan du XVIe siècle, il était compris comme morcilla (boudin).